# Pernille Priergaard Worsøe
Pernille Priergaard Worsøe er en dansk billedkunster (født 1969), der bor og arbejder i København. Worsøe er uddannet på Det Kongelige Danske Kunstakademi, hvor hun tog afgang i 1996. Hun er uddannet hos professor Mogens Møller og har udstillet i ind- og udland.
Hun fik Statens Kunstfonds treårige arbejdslegat i 2000. Blandt steder, hun har udstillet, er: Charlottenborgs Forårsudstilling 1992 og 1993, HOLE, Retinal Circus, Museet for Samtidskunst, Brandts Klædefabrik, Stockholm Art Fare 2003 og Esbjerg Kunstmuseum, ARoS og Randers Kunstmuseum 2004, Beaver Projects og Medicinsk Museion i 2006, Rumkammerat i 2008 . Worsøe har bidraget til værket Bunker Secret Site, Hirtshals 1995. Hun er tre gange blevet præmieret af Statens Kunstfond, i 1994, 1996 og 1999.[kilde mangler]
Hun arbejder blandt andet med video, fotografi og installationer. Hun har indgået i kunstneriske samarbejder med blandt andet Mette Vangsgaard. Sammen lavede de videoen Outskirts i 1999, som er produceret af Bald Film og Zentropa og med musik af Thomas Knak. Desuden har de sammen lavet animationsfilmen Aflejre i 2004, der er animeret af Martin de Thurah.
Senest har hun samarbejdet med industriel designer Martin Larsen og arkitekt David Garcia om skulpturelle legeredskaber til Drejens Børnehave 2009 samt en Möbius kurveskulptur til Sjølund-Hejls Skole i 2010. Hun har desuden udarbejdet en pris til Højteknologifonden.